# Thomas de Hartmann
Thomas de Hartmann (Joruzivka, Ucrania,1885- Nueva York, 1956) músico y compositor ucraniano. Fue discípulo de George Gurdjieff desde 1917 hasta 1929. Colaboró con Gurdjieff en la compilación y composición de la música de los movimientos para las danzas. Posteriormente a la muerte de Gurdjieff, Hartmann fue uno de los miembros fundadores de la Fundación Gurdjieff de Nueva York. Se casó con la soprano Olga de Hartmann, hija de un alto funcionario del régimen zarista. 
El sello Naive ha publicado el conjunto de la obra pianística de Gurdjieff-De Hartmann en 9 CD.